# Hyperaspis jocosa
Hyperaspis jocosa är en skalbaggsart som först beskrevs av Étienne Mulsant 1850.  Hyperaspis jocosa ingår i släktet Hyperaspis och familjen nyckelpigor. Inga underarter finns listade i Catalogue of Life.